# Relentless Reckless Forever
Albums de Children of Bodom
Skeletons in the Closet
(2009) Holiday at Lake Bodom (15 Years of Wasted Youth)
(2012)
Relentless Reckless Forever en français : « Implacable, téméraire à jamais »  est le septième album du groupe de death metal mélodique Children of Bodom, sorti 2 mars 2011 au Japon, le 7 mars 2011 en France et le 8 mars dans le monde entier.

## Création
Relentless Reckless Forever a été enregistré aux studios Petrax en Finlande en août 2010 ainsi qu'au studio Hydeaway à Los Angeles en septembre 2010. « Nous avons travaillé très dur sur cet album, pour moi tout du moins, ça a été presque pas de repos ni de sommeil pendant six semaines » a déclaré Alexi Laiho. « Mais nous étions déterminé à faire le meilleur album de COB de tous les temps, donc nous étions prêts à faire tout ce qui était nécessaire. Bien sûr, avoir le producteur Matt Hyde nous botter le cul 24/24 et 7/7 a sans conteste même donné de meilleurs résultats, donc évidemment nous étions plus anxieux quant à la sortie de cet album ».
Le premier simple tiré de cet album est Was it Worth It?. Il a été disponible en streaming via Facebook pour la première fois le 13 janvier 2011. 
Un clip vidéo a été tourné pour ce single avec le skater Chris Cole ainsi qu'avec les skaters professionnels Jamie Thomas, Garrett Hill et Tom Asta.
Alexi Laiho a déclaré : « Le simple Was it Worth It ? est une pure chanson de soirée. Ce n'est pas le son typique de Bodom, mais c'est l'une de mes favorites et elle est heavy à souhait ». 
Le clip a été tourné en Pennsylvanie, au cours de l'Action Sports compound Camp Woodward et a été réalisé par Dale Resteghini pour Raging Nation Films.
Relentless Reckless Forever est sorti en plusieurs éditions : en CD, en édition limitée digipack CD+DVD, en vinyle et en édition limitée « Super Deluxe » comprenant un CD, un DVD et livre photo de 64 pages.
Les éditions japonaises sont pressées en SHM-CD, contiennent trois pistes bonus, la traduction des paroles en japonais et un poster est offert avec le premier pressage.
Relentless Reckless Forever a été certifié disque d'or (vendu à plus de 10 000 exemplaires) en Finlande le premier jour de sa sortie, le 9 mars 2011.
Par ailleurs, il s'est déjà vendu à plus de 100 000 exemplaires dans le monde entier.

## Liste des chansons
Toutes les musiques et paroles ont été écrites par Alexi Laiho.
| No | Titre                       | Durée |
| -- | --------------------------- | ----- |
| 1. | Not My Funeral              | 4:55  |
| 2. | Shovel Knockout             | 4:03  |
| 3. | Roundtrip to Hell and Back  | 3:48  |
| 4. | Pussyfoot Miss Suicide      | 4:10  |
| 5. | Relentless Reckless Forever | 4:42  |
| 6. | Ugly                        | 4:13  |
| 7. | Cry of the Nihilist         | 3:31  |
| 8. | Was It Worth It?            | 4:06  |
| 9. | Northpole Throwdown         | 2:55  |

| 10. | Party All the Time (Reprise d'Eddie Murphy) | 3:00 |

| 10. | Party All the Time (Reprise d'Eddie Murphy) | 3:00 |
| 11. | Angels don't Kill (Live at Bloodstock)      | 5:43 |
| 12. | Every Time I Die (Live at Bloodstock)       | 5:11 |

| 10. | Angels Don't Kill (Live at Bloodstock) | 5:43 |
| 11. | Every Time I Die (Live at Bloodstock)  | 5:11 |

Sur le DVD de certaines éditions, on trouve:
- Clip Vidéo de Was It Worth It?
- Making of Was It Worth It?
- Angels Don't Kill - Live at Bloodstock
- Everytime I Die - Live at Bloodstock
- The Rockhouse Method With Alexi Laiho - DVD Trailer
- The Rockhouse Method With Alexi Laiho - Instructional DVD Excerpt

## Personnel
Children of Bodom
- Alexi Laiho – chant, guitare
- Roope Latvala – guitare, chant secondaire
- Jaska Raatikainen – batterie
- Henkka Seppälä – basse, chant secondaire
- Janne Wirman – claviers

Production
- Produit par Matt Hyde et COB
- Mastering par Tom Baker à Precision Mastering, États-Unis, octobre 2010.

## Historique des sorties
| Region                                                                | Date         |
| --------------------------------------------------------------------- | ------------ |
| Japon                                                                 | 2 mars 2011  |
| Allemagne Irlande Autriche Suisse Pologne Norvège                     | 4 mars 2011  |
| Royaume-Uni Nouvelle-Zélande Suède Hongrie France & Asie (sauf Japon) | 7 mars 2011  |
| États-Unis Canada Espagne                                             | 8 mars 2011  |
| Finlande                                                              | 9 mars 2011  |
| Australie                                                             | 11 mars 2011 |